# Кеннон, Уолтер Брэдфорд
Уолтер Брэдфорд Ке́ннон (англ. Walter Bradford Cannon; 19 октября 1871, Прери-ду-Шин, штат Висконсин — 1 октября 1945, Франклин, штат Нью-Гэмпшир) — американский психофизиолог, физиолог. Является автором термина «реакция „бей или беги“».
Доктор медицинских наук (1900 год). Член Национальной академии наук США (1914), иностранный член Лондонского королевского общества (1939), почётный член Академии наук СССР (1942). 

## Краткая биография

### Детство
Вырос Уолтер в обычной семье. Так как отец его был железнодорожным служащим, а мать — простой учительницей, то и воспитание было соответствующее (трудовое). Он сам себе делал игрушки, мастерил и изобретал что-то, впоследствии он вспоминал об этом с большой благодарностью, ведь именно такие навыки необходимы будущему экспериментатору.
Так как отец мальчика был протестантом, Уолтер воспитывался в строжайшем послушании и повиновении. Вероятно по причине влияния отца, маленький Уолтер провел немало времени за познанием религиозных работ. Несогласие с религией привело Уолтера к разрыву отношений с отцом, а ещё через некоторое время умерла мать мальчика.

### Юность
В возрасте 17 лет Уолтер стал увлекаться тем, что ему было на самом деле интересно: он стал читать много научных книг, увлекся эволюцией человека, в частности заинтересовался работами Чарльза Дарвина (Эволюционное учение). Все эти увлечения привели Уолтера Кеннона в Гарвардскую медицинскую школу, по окончании которой он получил степень доктора наук.
Работая впоследствии под руководством профессора физиологии Генри Боудича, Кеннон стал проводить все свои исследования в лаборатории физиологии Гарвардской медицинской школы. Его первые работы затрагивали различные проблемы физиологии, но несмотря на то что он не касался психологии, его исследования тесно переплетались с этой наукой.

## Вклад в науку
Экспериментально доказал ошибочность теории эмоций Джеймса-Ланге и предложил собственную концепцию эмоций (теория Кеннона-Барда, 1915). Ввёл термины: реакция «бей или беги» (1915), стресс (1926) и гомеостаз (1932).
Хотя У. Кеннон 27 раз был номинирован на Нобелевскую премию по физиологии или медицине (в 1921, 1928—1932, 1934—1937, 1939—1942 и 1945 гг.; причём в 1937 и 1945 гг. — 2 раза, в 1934, 1936 и 1940 гг. — 3 раза, а в 1941 г. — 5 раз), но премию так и не получил